# Carl-Eilert Wivel
Carl-Eilert Wivel (25. februar 1891 i København – 23. december 1971) var en dansk grosserer, halvbror til Svend Wivel og far til Ole og Per Wivel.
Han var søn af grosserer August Wivel (1863-1936) og hustru Harriet f. Rasmussen (død 1897), fik sin uddannelse i Tyskland, Frankrig og England 1907-11, indtrådte i firmaet Madsen & Wivel 1912, blev prokurist 1917, medindehaver af firmaet Parfumerie Breining, kgl. hofleverandør, og af firmaet Madsen & Wivel 1921, efter firmaernes omdannelse til aktieselskab i 1951, direktør i og medlem af bestyrelserne for disse.
Wivel var medstifter af og medlem af bestyrelsen for Brancheforeningen for Parfumeri-og Toiletartikler fra stiftelsen i 1932. Han var Ridder af Dannebrog.
Han blev gift 1. juni 1917 med Karen-Margrethe Tafdrup (20. december 1897 i København – 1984), datter af grosserer, fabrikant Julius Tafdrup og hustru Mary f. Larsen.